# ایون برمنر
ایون برمنر (انگلیسی: Ewen Bremner؛ زادهٔ ۲۳ ژانویهٔ ۱۹۷۲) هنرپیشه اهل بریتانیا است. او از سال ۱۹۸۵ میلادی تاکنون مشغول فعالیت بوده و در فیلم‌هایی همچون رگ‌یابی و سقوط شاهین سیاه بازی کرده‌است.

## فیلم‌شناسی
- غریبه‌ای دراز و سیاه را ملاقات خواهی کرد
- جک غول‌کش
- رگ‌یابی
- بیگانه در برابر درنده
- دور دنیا در ۸۰ روز
- پرل هاربر
- سقوط شاهین سیاه
- قاپ‌زنی
- به جنگل خوش آمدید
- مرگ در تشییع جنازه
- امتیاز نهایی
- پیریت
- پارانوئید
- اسید هاوس
- آرزوهای بزرگ
- پوست
- قاضی درد
- جولین کله‌خر